# Inga vulpina
Inga vulpina är en ärtväxtart som beskrevs av George Bentham. Inga vulpina ingår i släktet Inga och familjen ärtväxter. Inga underarter finns listade i Catalogue of Life.